# Pseudanthura recifensis
Pseudanthura recifensis är en kräftdjursart som beskrevs av Brian Frederick Kensley 1982. Pseudanthura recifensis ingår i släktet Pseudanthura och familjen Paranthuridae. Inga underarter finns listade i Catalogue of Life.